# Guardia Civil

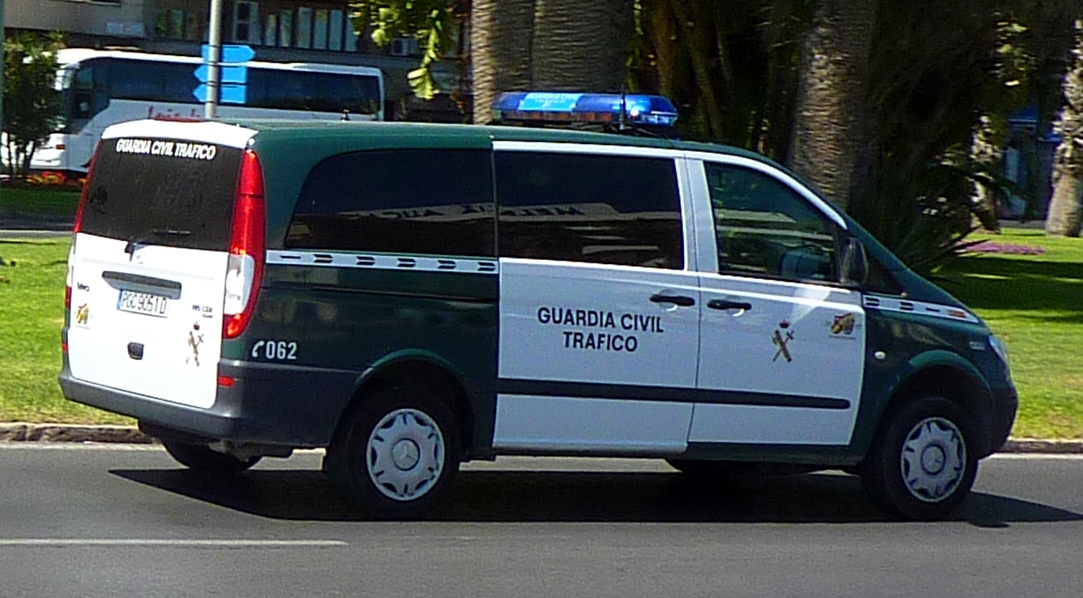
Guardia Civil

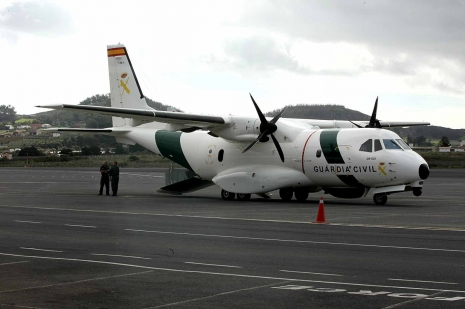
vliegtuig van de Guardia Civil

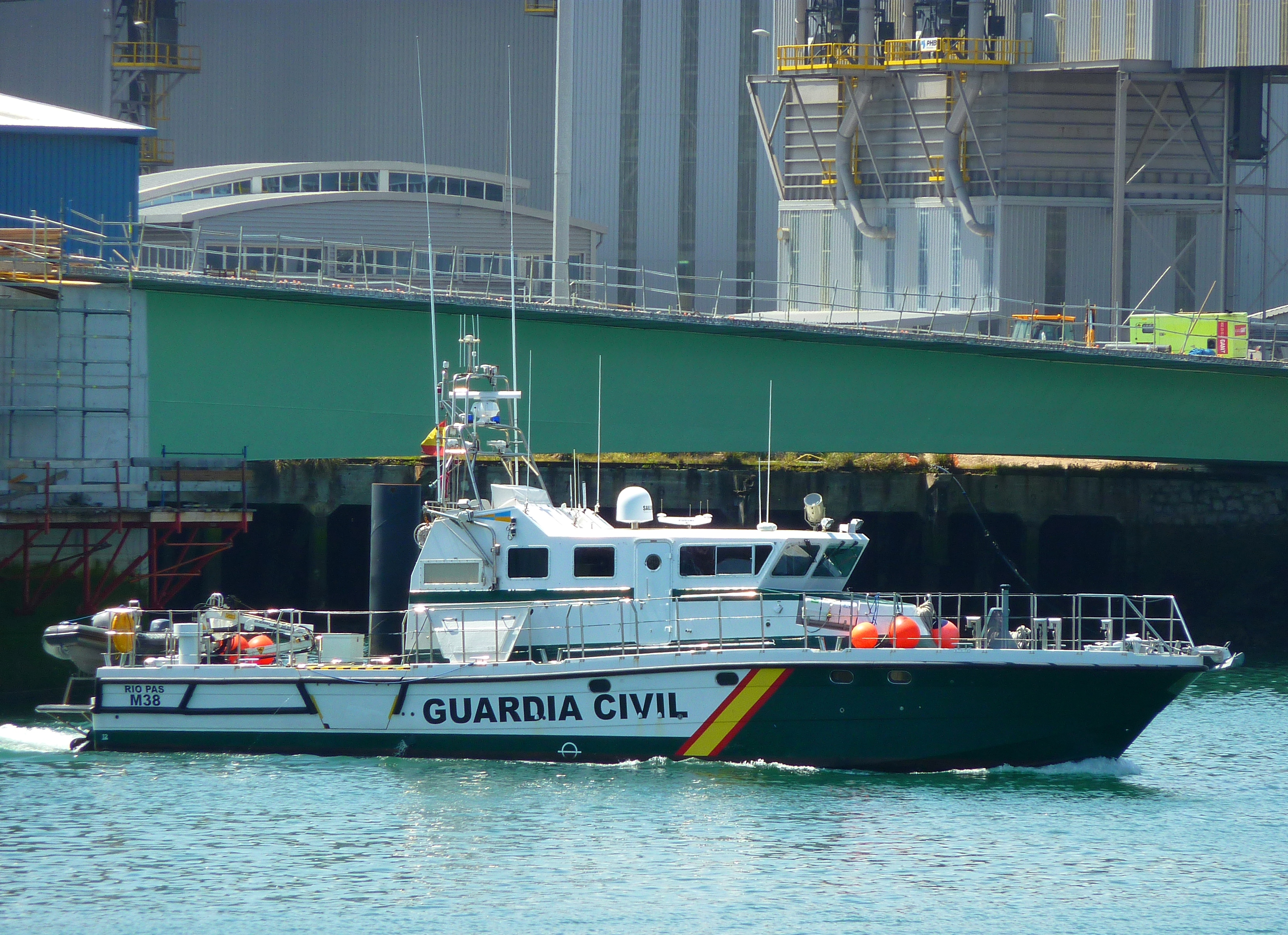
vaartuig van de Guardia Civil

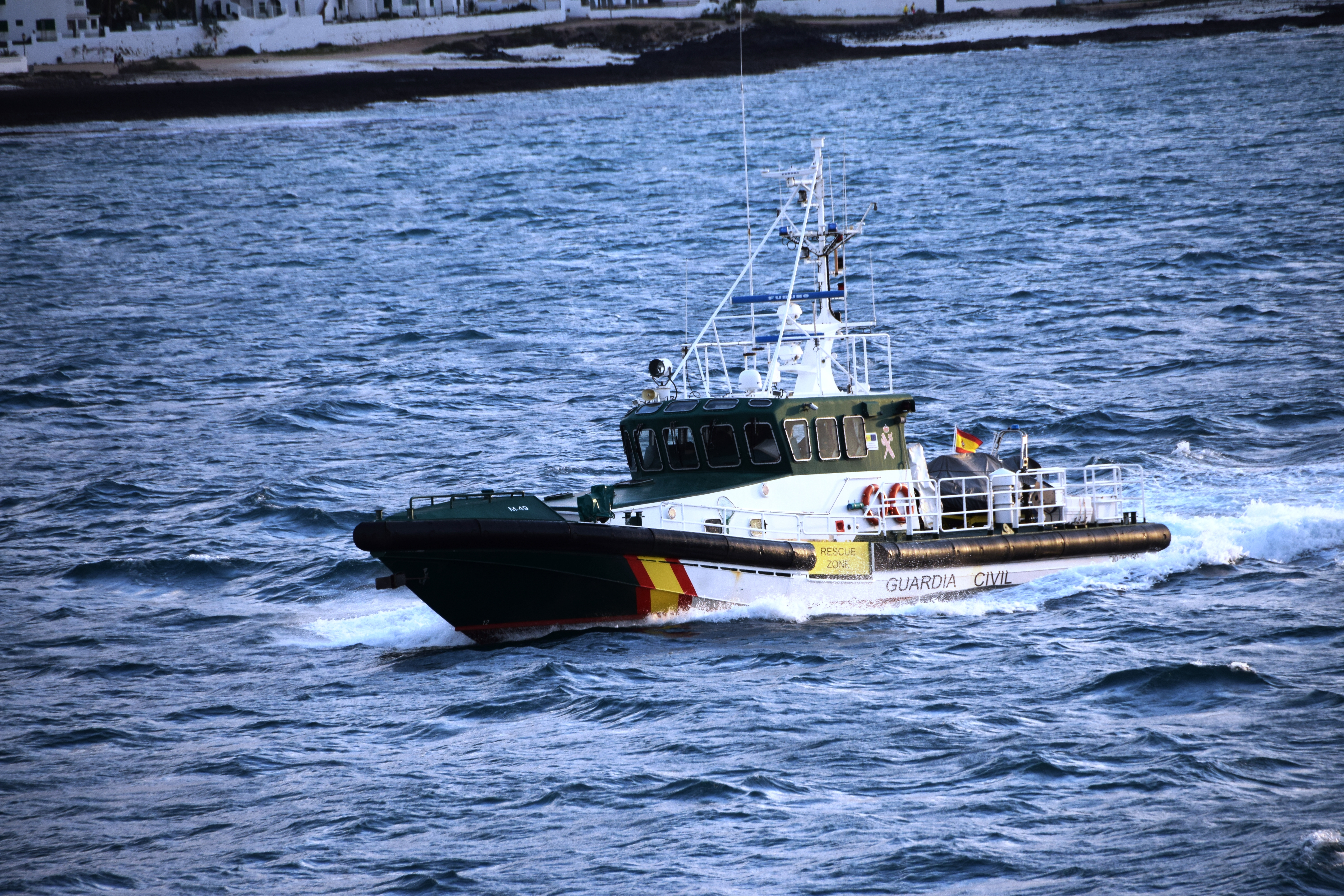
klein vaartuig van de Guardia Civil

De Guardia Civil, in Spanje ook Benemérita genoemd, is de Nationale Gendarmerie van het Koninkrijk Spanje (een wetshandhavingsmacht met zowel militaire als civiele functies), net als de Nederlandse Koninklijke Marechaussee en de vroegere Belgische Rijkswacht. In de Spaanse grondwet uit 1978 is vastgelegd dat de primaire missie van de eenheid het beschermen van het vaderland is. Hierbij werd het motto "Todo por la patria" ("Alles voor het vaderland") aan de eenheid gegeven.
De Guardia Civil valt onder twee ministeries; het Ministerie van Binnenlandse Zaken (Ministerio del Interior) en het Ministerie van Defensie (Ministerio de Defensa).

## Geschiedenis
Na de Spaanse Onafhankelijkheidsoorlog tegen de Fransen, die in 1814 beëindigd was, ontstonden met name op het Spaanse platteland allerlei problemen met criminaliteit. Dit deed bij de toenmalige koning van Spanje Ferdinand VII het besef groeien dat er een autoriteit moest komen om de criminaliteit te beteugelen. De toen in het leven geroepen gewapende eenheden brachten echter niet het gewenste resultaat en op 28 maart 1844 werd besloten tot de oprichting van de Cuerpo de Guardias Civiles. Het decreet van 13 mei van dat jaar vormde de aanleiding voor de officiële oprichting van de Guardia Civil.

## Onafhankelijkheid
Om te vermijden dat de leden van de Guardia Civil de burgers bevoordelen, hebben ze weinig contact met de burgerij. Ze worden aangesteld in een andere streek dan waar ze oorspronkelijk wonen - ze kennen dus niemand in de omgeving van de standplaats. Ze wonen in kazernes. Als een lid van de Guardia Civil trouwt met iemand uit de omgeving, dan worden ze overgeplaatst naar een andere streek.

## Lijflied van de Guardia Civil
Instituto, gloria a Ti,
por tu honor quiero vivir.
Viva España, Viva el Rey,
Viva el Orden y la Ley,
Viva honrada la Guardia Civil.
Benemérito Instituto,
Guarda fiel de España entera,
que llevas en tu Bandera

valor en pos de la gloria,
amor, lealtad y arrogancia,
ideales tuyos son.
Por Ti cultivan la tierra,
la Patria goza de calma,
por tu conducta en la guerra,
brilla airoso tu Pendón.
Instituto, gloria a Ti,
por tu honor quiero vivir.
Viva España, Viva el Rey,
Viva el Orden y la Ley,
Viva honrada la Guardia Civil.